# Krétská válka (1645–1669)
Krétská válka byla v pořadí již pátou z osmansko-benátských válek. Probíhala v letech 1645–1669 mezi Benátskou republikou (s jejími spojenci Maltézským řádem, Papežským státem a Francií) a Osmanskou říší, již podporovaly arabsko-berberské státy severní Afriky. Bojovalo se především o ostrov Kréta, tehdy v držení Benátek. Největší bitvy se odehrály okolo pevnosti Candia (dnes Heráklion). Další významnou frontou války byla Dalmácie, řada námořních střetů proběhla také v Egejském moři. Válka skončila vítězstvím Osmanské říše. V bojích zahynulo asi 30 000 Benátčanů a 118 000 Turků.

## Průběh války

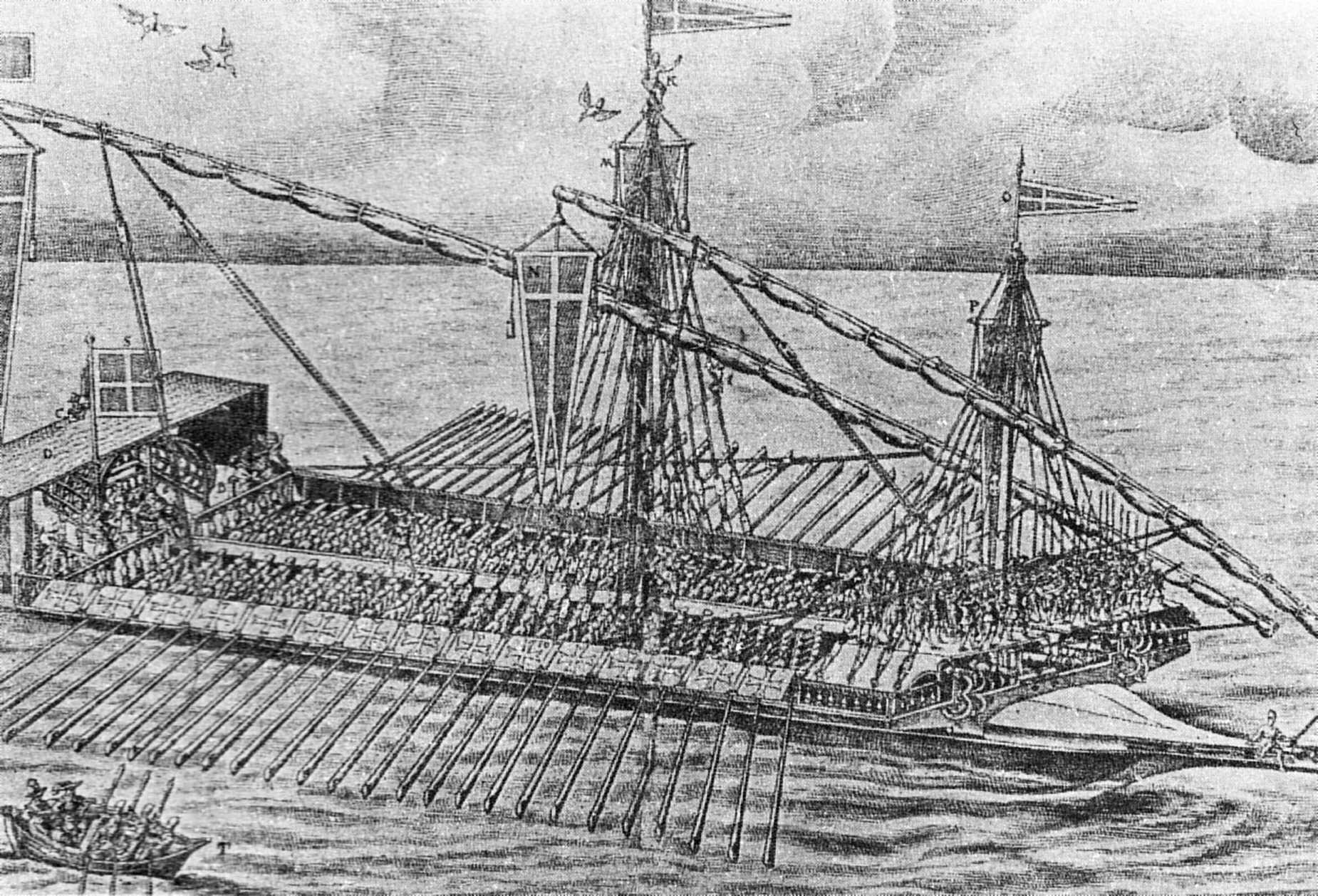
Galéra Maltézského řádu

Válku začali Osmani, když jako záminku použili pirátský útok loďstva Maltézského řádu proti konvoji obchodních lodí plujícím z Konstantinopole do Alexandrie a obvinili Benátčany, že poskytují maltézským lodím možnost přistávat na Krétě. Ačkoli Turci většinu Kréty dobyli již v prvních několika letech války, pevnost Candia úspěšně odolávala. Její dlouhodobé obléhání donutilo obě strany učinit z války "válku zásobovací". Zejména pro Benátčany spočívala jejich jediná naděje na vítězství v přerušení zásobovacích toků nepřítele. Válka se proto změnila v řadu námořních střetů. Benátkám pomáhaly různé západoevropské národy, které, povzbuzovány papežem, posílaly muže, lodě a zásoby „na obranu křesťanství“. Po celou dobu války si Benátky udržovaly celkovou námořní převahu, vyhrávaly většinu námořních bitev, ale jejich snaha o blokování Dardanel byla úspěšná jen částečně a Republika nikdy neměla dostatek lodí, aby plně přerušila tok dodávek na Krétu. Osmanům zase komplikovaly situaci domácí nepokoje (vzpoura janičárů) a zhoršující se situace na evropském válčišti (viz Velká turecká válka). Válka se proto táhla. Protahovaný konflikt nakonec vyčerpal benátskou ekonomiku. Osmané dokázali na Krétě udržet své síly a oživit ofenzivu pod schopným vedením rodiny Köprülüů, která držela v té době úřad velkého vezíra. V roce 1666 tak Osmani zahájili poslední a nejkrvavější fázi obléhání Candie, která trvala déle než dva roky. Skončila benátským odevzdáním pevnosti a celkovým osmanským vítězstvím ve válce. V mírové smlouvě si Benátky vymohly jen zachování několika izolovaných ostrovních pevností na Krétě, v Dalmácii naopak dosáhly určitých teritoriálních zisků. Benátská touha po pomstě vedla, sotva o 15 let později, k další válce, v níž Republika zvítězila. Krétu však už nikdy nedobyla. Ta zůstala pod osmanskou kontrolou až do roku 1897, kdy se stala nezávislým státem, než byla v roce 1913 připojena k Řecku.